# 国立歴史民俗博物館
国立歴史民俗博物館（こくりつれきしみんぞくはくぶつかん、英語: National Museum of Japanese History, 略称：れきはく、歴博）は、千葉県佐倉市の佐倉城趾にある、日本の歴史、民俗学、考古学を総合的に研究・展示する歴史博物館。国立の研究機関かつ教育機関で、人間文化研究機構が運営している。展示総件数は約9千件、収蔵資料件数は約22万件。建物は芦原義信の設計で、第24回BCS賞を受賞した。

## 概要

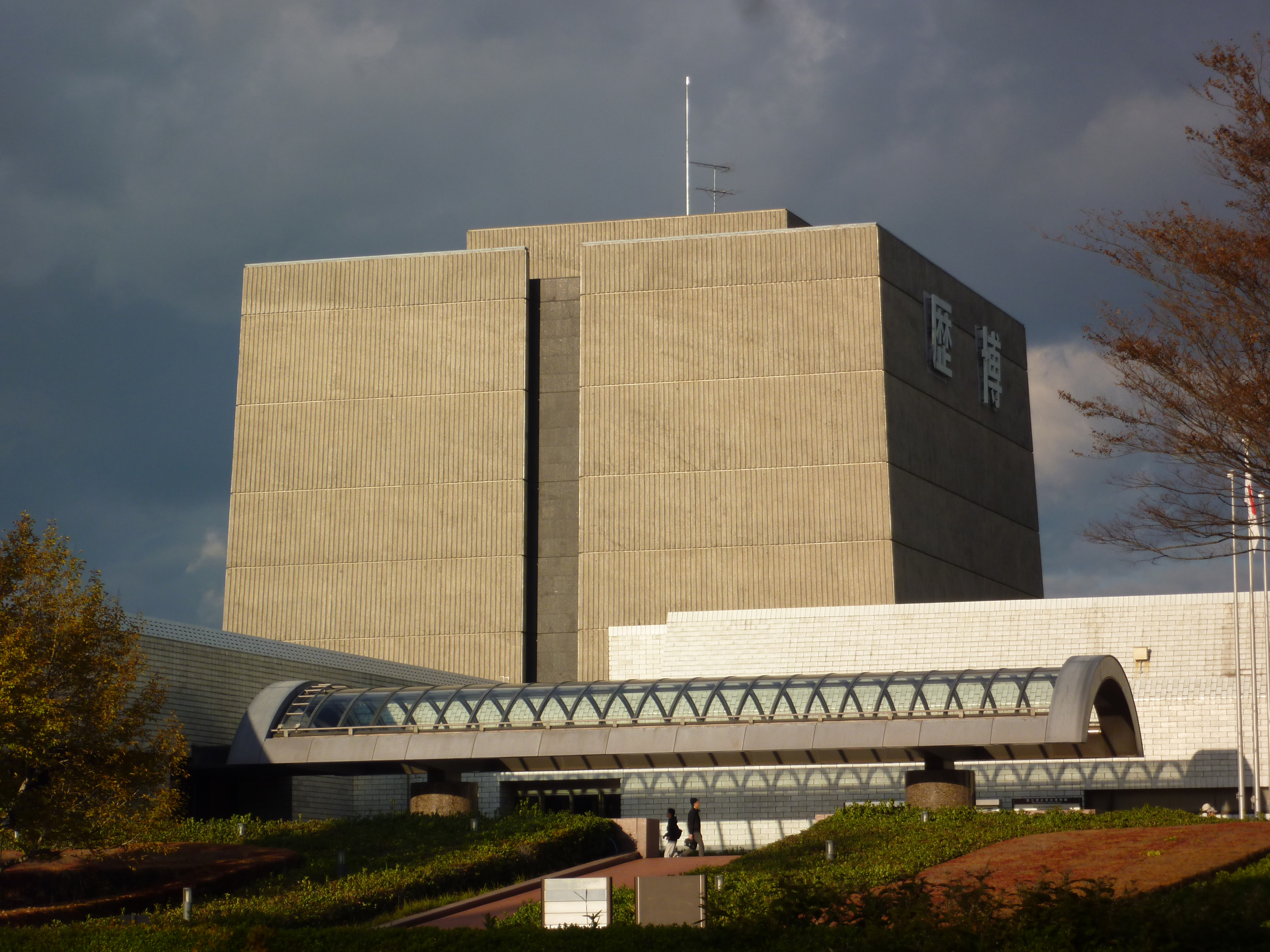
博物館 入口

古文書、古記録、絵図といった歴史資料、考古資料、民俗資料等約9千点の資料を展示し、更に約22万点の収蔵資料を保存している。「考古、歴史、民俗」の3分野を展示の柱とし、常設展示は日本列島に人類が暮らし始めた数万年前から高度経済成長後の1970年代までの日本の歴史と文化についてが中心である。
大学における学術研究の発展及び資料の公開等一般公衆に対する教育活動のための大学共同利用機関として1981年（昭和56年）4月14日に設置され、調査研究の成果を展示する博物館としての一般公開は2年後の1983年（昭和58年）3月から始まった。
また、大学院生の教育機関でもある。1999年（平成11年）度から総合研究大学院大学の文化科学研究科日本歴史研究専攻博士後期課程を担当し学生の教育も行っている。
博物館の設計は芦原建築設計事務所が行っており、第24回BCS賞を受賞している。敷地面積129,496m2、延床面積35,548m2、建築面積17,124m2。周辺は佐倉城址公園として整備され、佐倉連隊当時に平削・埋立された遺構の一部（馬出し、空堀、土塁等）が復元されている。

## 設立の経緯
日本には明治時代から東京、京都、奈良の3か所に美術系の博物館である帝室博物館（後の東京国立博物館、京都国立博物館、奈良国立博物館）が存在したが、これらとは別に歴史系の国立博物館を設置すべきだとの意見は早くからあった。歴史学者の黒板勝美は既に昭和戦前に国立歴史博物館の必要性を訴えていた。しかし、国立の歴史系博物館の設置構想が具体化するのは第二次世界大戦後のことであった。
1966年（昭和41年）、日本国政府は「明治百年」記念事業の一環として歴史民俗博物館の設置を決定し、以後、学識経験者らによって建設地、展示内容などが検討され始めた。1971年（昭和46年）には文化庁内に博物館設置のための基本構想委員会が置かれ、1978年（昭和53年）には同じく文化庁内に国立歴史民俗博物館設立準備室が設置されて、ようやく開館へ向けての準備が本格化した。同準備室の室長は歴史学者で東京大学名誉教授の井上光貞であった。「考古、歴史、民俗」の3分野を展示の柱とすること、博物館は大学共同利用機関とし、調査研究機能を充実することといった歴博の基本コンセプトは、井上の発想によるところが大きい。建設地は、江戸時代には佐倉藩の藩庁が置かれており、明治年間には陸軍佐倉連隊の施設が置かれていた歴史ある地として佐倉城址の一角に決定し、敷地一帯の発掘調査と整備が行われた。
国の機関としての国立歴史民俗博物館は1981年（昭和56年）に発足し、井上光貞が初代館長となった。ただし、博物館としての一般公開が始まるのは2年後の1983年（昭和58年）3月のことである。初代館長であり、歴博の設置準備において終始指導的立場にあった井上は一般公開開始直前の同年2月に急逝し、東京大学文学部教授の土田直鎮が第2代館長となった。
2004年（平成16年）4月1日の国立大学の法人化と同様に国文学研究資料館、国際日本文化研究センター、総合地球環境学研究所、国立民族学博物館等と連携して大学共同利用機関法人人間文化研究機構を創設した。設置の法的根拠は、国立大学法人法第2条第3項及び第4項、並びに第5条。

## 歴代館長
1. 井上光貞（1981年4月 - 1983年3月）
2. 土田直鎮（1983年4月 - 1993年1月）
3. 石井進（1993年3月 - 1997年9月）
4. 佐原真（1997年9月 - 2001年8月）
5. 宮地正人（2001年9月 - 2005年8月）
6. 平川南（2006年4月 - 2014年3月）
7. 久留島浩（2014年4月 - 2020年3月）
8. 西谷大（2020年4月 - 現職）

## 組織と理念
歴博は開館当初から国立大学共同利用機関として位置付けられた。歴史資料の展示公開を行うことが重要な業務だが、歴博は展示施設であるとともに考古学、歴史学、民俗学の研究機関でもあり、他の研究機関や大学と共同で研究を推進し、調査研究の基盤のもとに展示を行うことが重視された。
歴博は組織上も研究を重視し、開館当初は情報資料研究部、歴史研究部、考古研究部、民俗研究部が置かれた。このうち情報資料研究部は展示資料の材質、技法、保存修復、博物館運営におけるコンピュータの活用、展示手法の研究などを行う部門である。各研究部はそれぞれ4から6の部門に分かれ、それぞれの部門に教授、助教授、助手が配置された。2004年に歴博が大学共同利用機関法人人間文化研究機構の所管になるとともに、研究組織の改組が行われ、新設の「研究部」のもとに情報資料研究系、歴史研究系、考古研究系、民俗研究系が置かれた。

## 展示

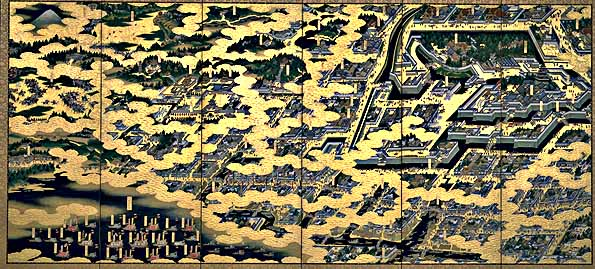
『江戸図屏風』左隻（17世紀）

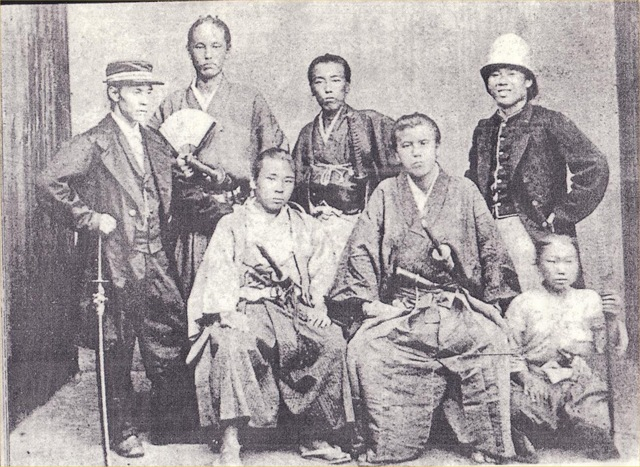
木戸孝允・伊藤博文ら肖像写真（館内展示）

歴博の展示は歴史教科書的な概論的なものになることを避け、各時代ごとにその時代を象徴するようないくつかの事物を取り上げたテーマ展示が主体となっている。展示室は常設展示の第1 - 第6展示室と、企画展示室に分かれている。常設展示は対象を高校生以上と想定。ジオラマを含む復元模型やレプリカを多用しているのが特色である。日本の文化財には、脆弱な素材である紙、木、繊維などから構成されているものが多いため、歴博の常設展示においては土器・石器のような長期展示可能なものを除いて、実物資料の代わりに実物とほとんど見分けのつかない精巧なレプリカが多用されている。常設展示されていない実物資料は企画展示で公開される場合がある。
2019年現在の総合展示:
- 第1展示室 先史・古代（旧石器時代-奈良時代）
  - 最終氷期に生きた人々 / 多様な縄文列島 / 水田稲作のはじまり / 倭の登場 / 倭の前方後円墳と東アジア / 古代国家と列島世界 /
  - 副室1：沖ノ島 / 副室2：正倉院文書
- 第2展示室 中世（平安時代-安土桃山時代）
  - 王朝文化 / 東国と西国 / 大名と一揆 / 民衆の生活と文化 / 大航海時代のなかの日本 / 印刷文化
- 第3展示室 近世（江戸時代）
  - 国際社会のなかの近世日本 / 都市の時代 / ひとともののながれ / 村から見える「近代」/ 絵図・地図にみる近世 / 寺子屋「れきはく」（体験コーナー）
- 第4展示室 民俗（列島の民俗文化）
  - 「民俗」へのまなざし / おそれと祈り / くらしと技
- 第5展示室 近代（明治時代-昭和初期）
  - 文明開化 / 産業と開拓 / 都市の大衆の時代
- 第6展示室 現代（戦争-高度経済成長）
  - 戦争と平和 / 戦後の生活革命

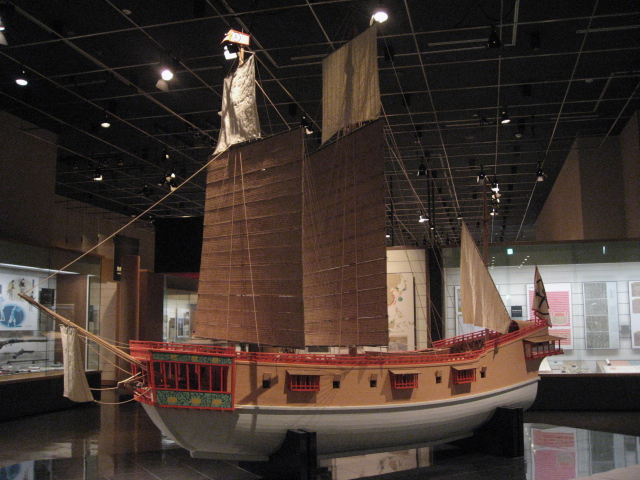
朱印船（末次船）復元模型
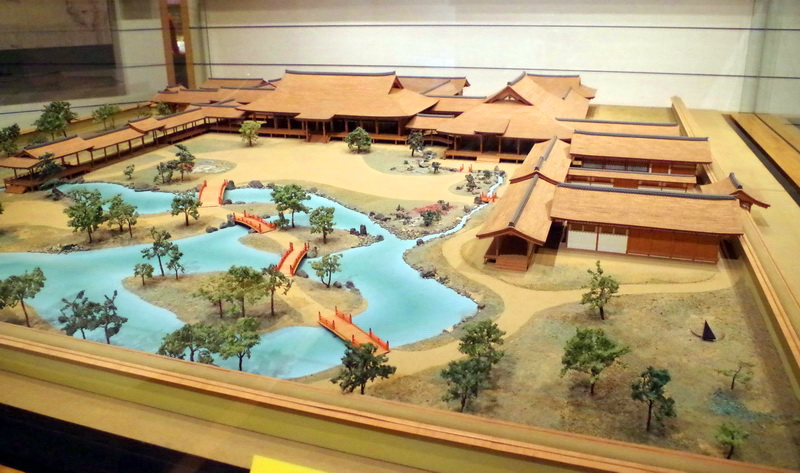
東三条殿復元模型
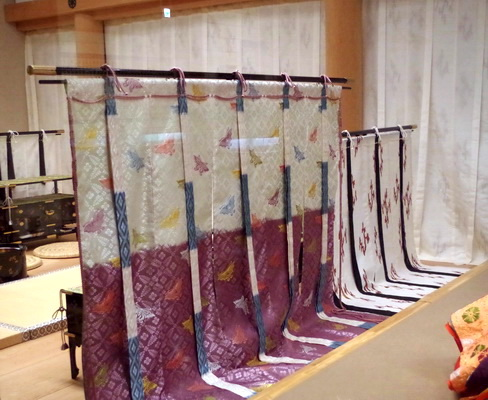
几帳と壁代
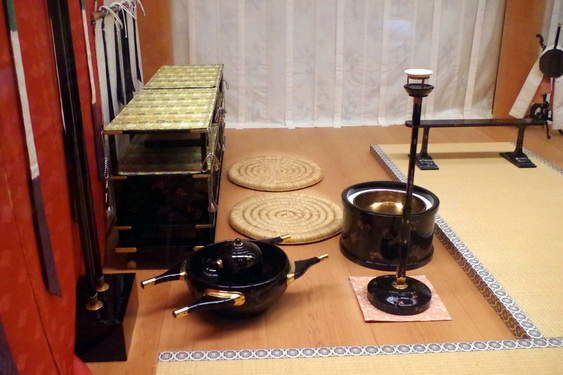
畳と円座
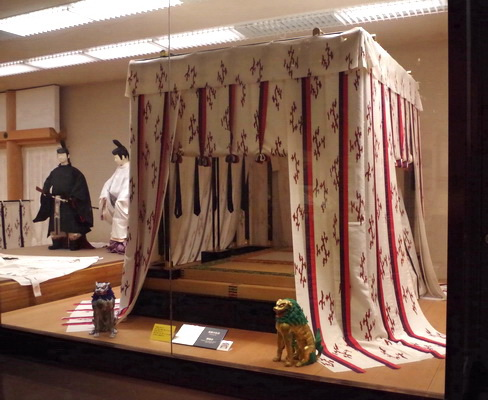
帳
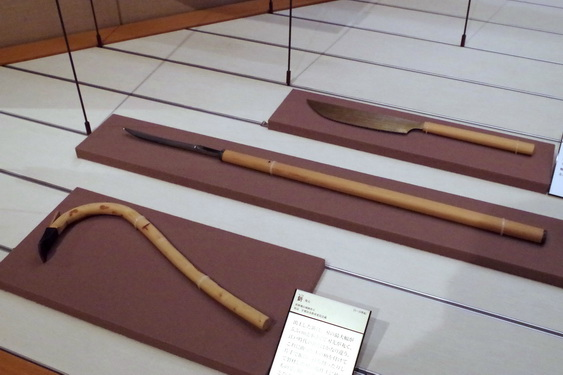
寝殿造時代の工具
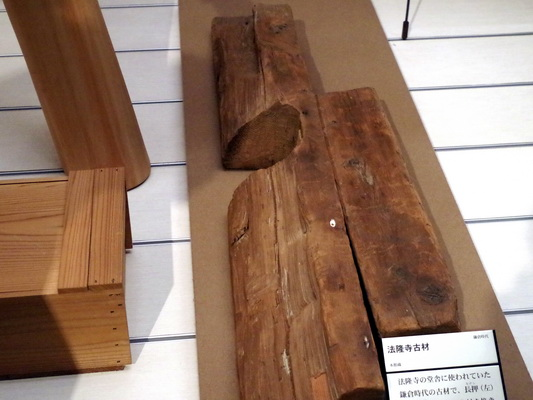
鎌倉時代の長押（法隆寺）
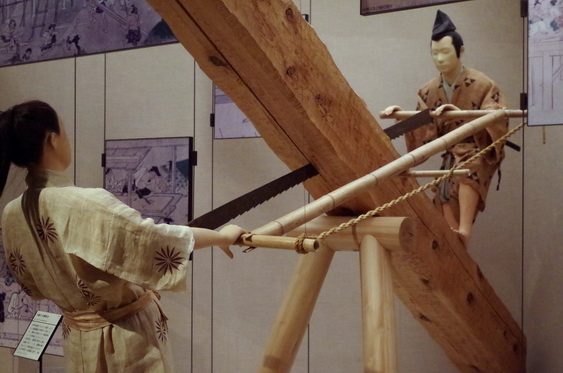
大鋸
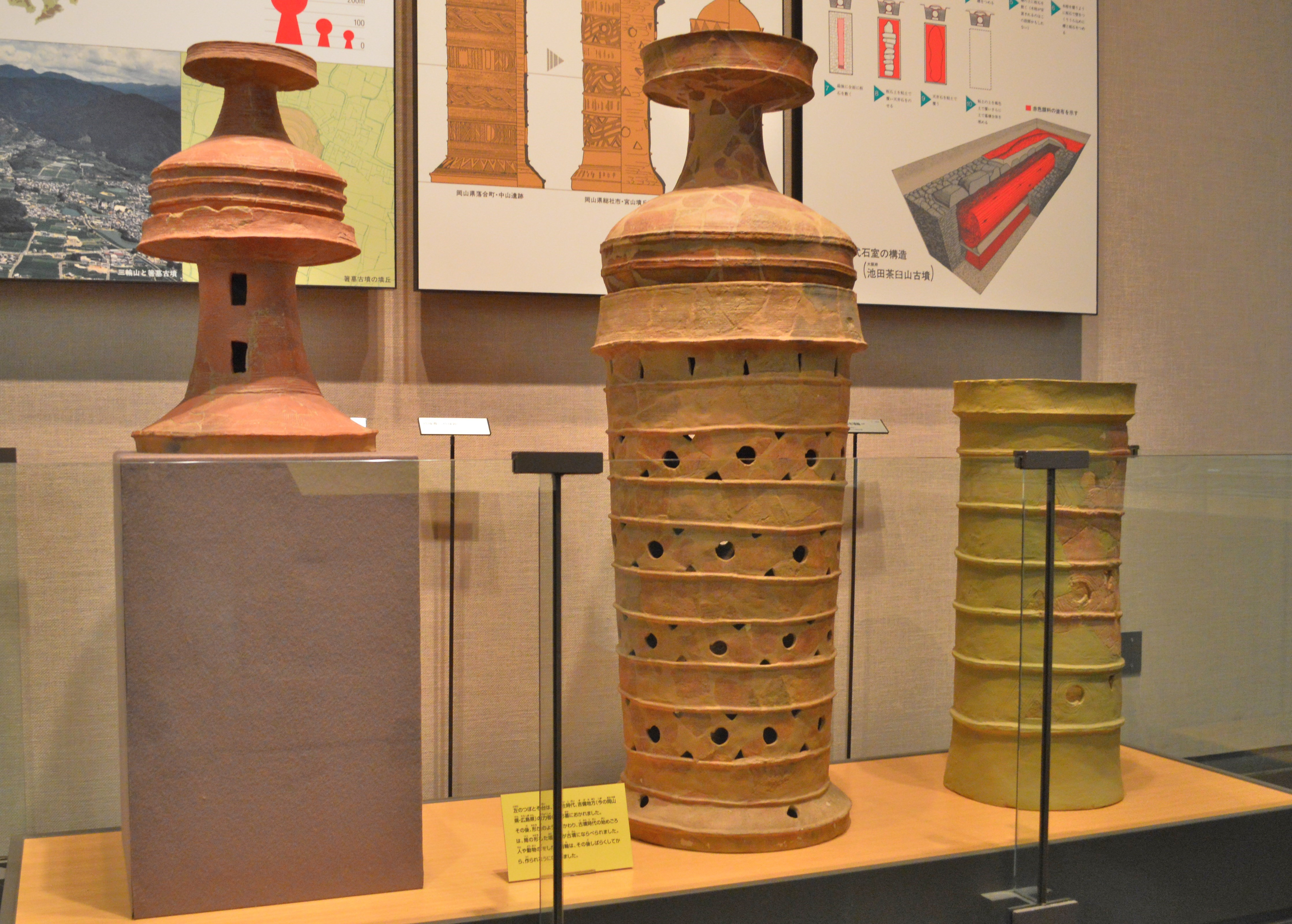
特殊器台・特殊壺
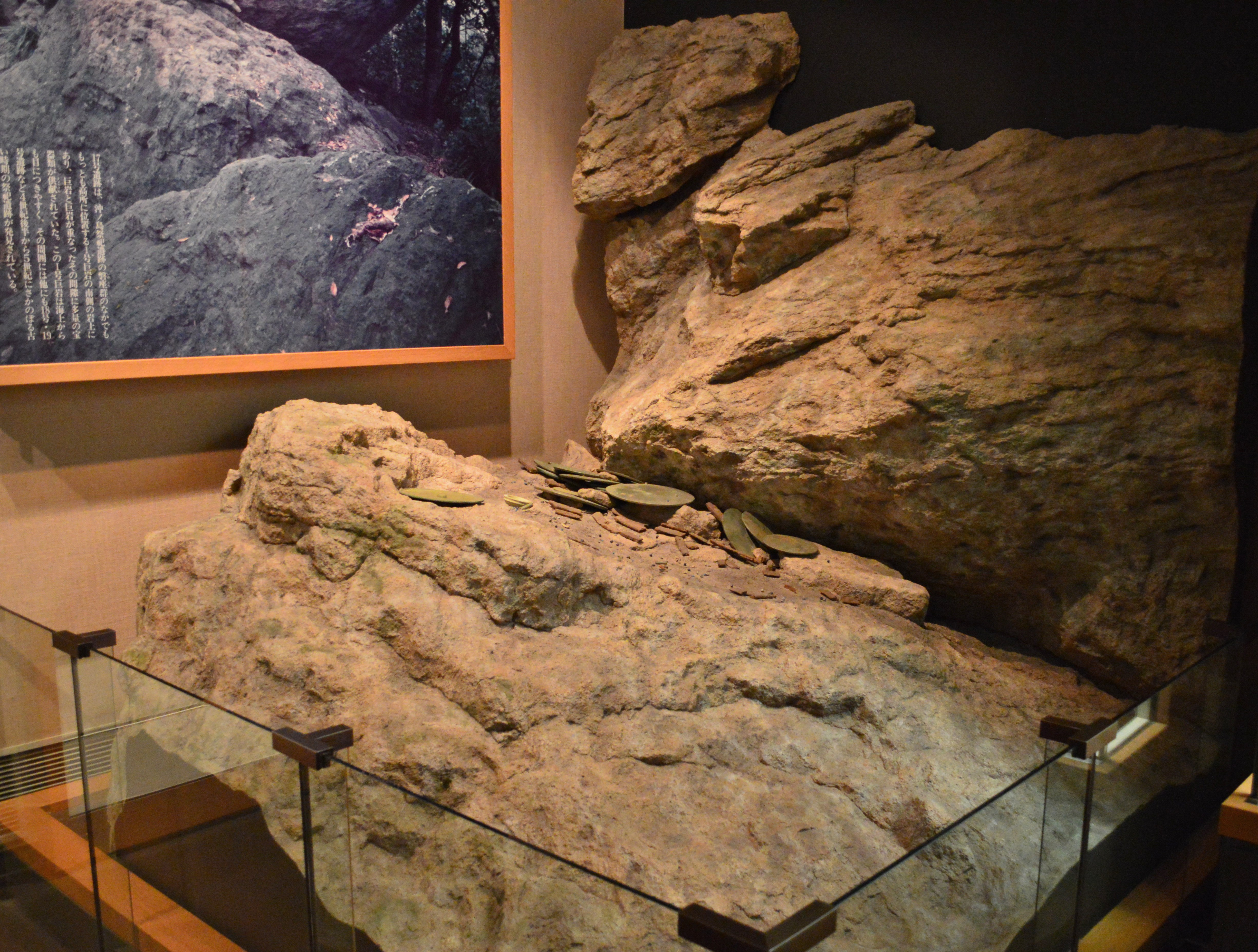
沖ノ島祭祀遺跡17号模型

## 収蔵品

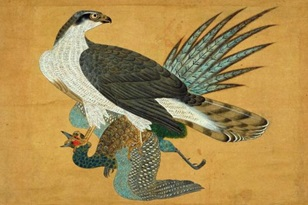
後陽成天皇筆『鷹攫雉図』

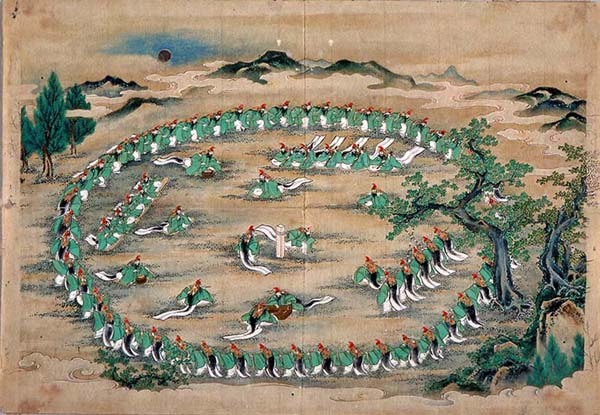
平田篤胤『仙境異聞』「七生舞の図」

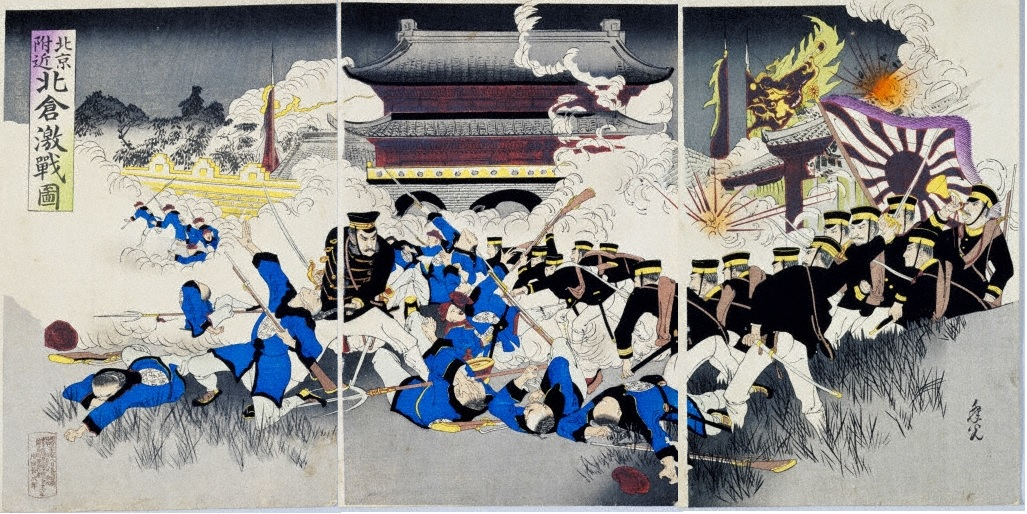
年光筆『北京附近北倉激戰圖』

歴博の収蔵品は「収集資料」と「製作資料」とに大別される。「収集資料」は実物資料であり、古文書、古記録、絵図などの歴史資料、考古資料、民俗資料などが主なものである。「製作資料」は、建造物の模型、古墳・町並み・集落などの復元模型、考古資料など各種遺物の模造（レプリカ）などがある。
収集資料（実物資料）については、開館時に文化庁から歴博へ管理換えになったものが大部分を占めている。なお、2004年をもって博物館が国有施設から独立行政法人へ移行したことにより、文化庁買上げ品（国有財産）の移管は停止している。
収蔵品中には個人のコレクションが一括して収蔵されたものがあり、特色あるコレクションとしては以下のものが挙げられる。
- 田中忠三郎が発掘した縄文遺跡の考古学資料約1万点、および民俗資料を含む約2万点
- 野村正治郎収集近世衣装コレクション（小袖、宮廷衣装、櫛、髪飾りなど111件）-1973-74年度文化庁買上げ
- 秋岡武次郎収集古地図コレクション（111件）-1975年文化庁買上げ
- 紀州徳川家旧蔵雅楽器類（214件）-1972年文化庁買上げ
- 上田綱治郎収集甲冑武具コレクション
- 田中教忠収集古典籍類
- 高松宮家伝来禁裏本（1981件）
- 館蔵装身具（1200件：野村正治郎コレクション、 星野平次郎袋・櫛・笄コレクション、 牧野義一印籠コレクション  、徳川實枝子所用髪飾具 ）

### 国宝

#### 古文書
- 額田寺伽藍並条里図（麻布）（額安寺旧蔵）

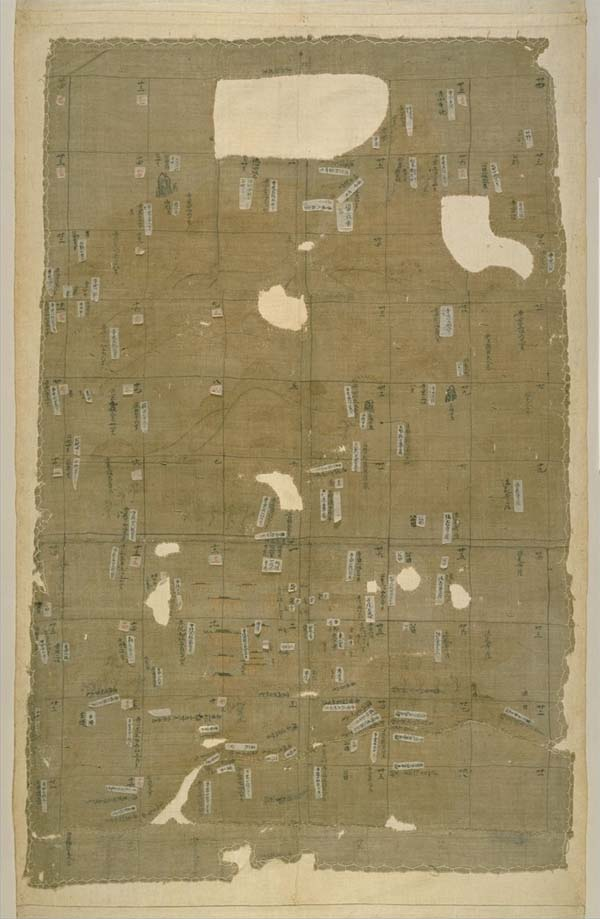
『額田寺伽藍並条里図』（国宝）

- 後宇多院宸記（文保三年具注暦）自筆本（東寺旧蔵）

#### 書跡・典籍
- 宋版漢書（慶元刊本）61冊
- 宋版後漢書（慶元刊本）60冊
- 宋版史記（黄善夫刊本）90冊

### 重要文化財

#### 絵画
- 絹本著色宗祇像 三条西実隆賛
- 絹本著色足利義輝像 策彦周良賛

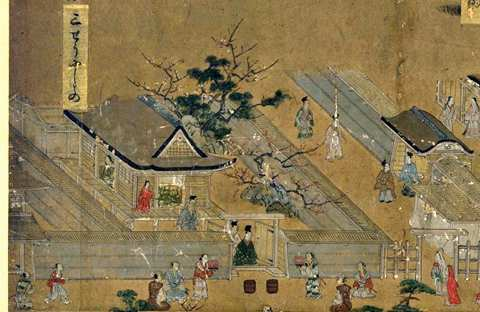
『洛中洛外図屏風甲本』部分図 三条西邸（右隻第6扇中央）

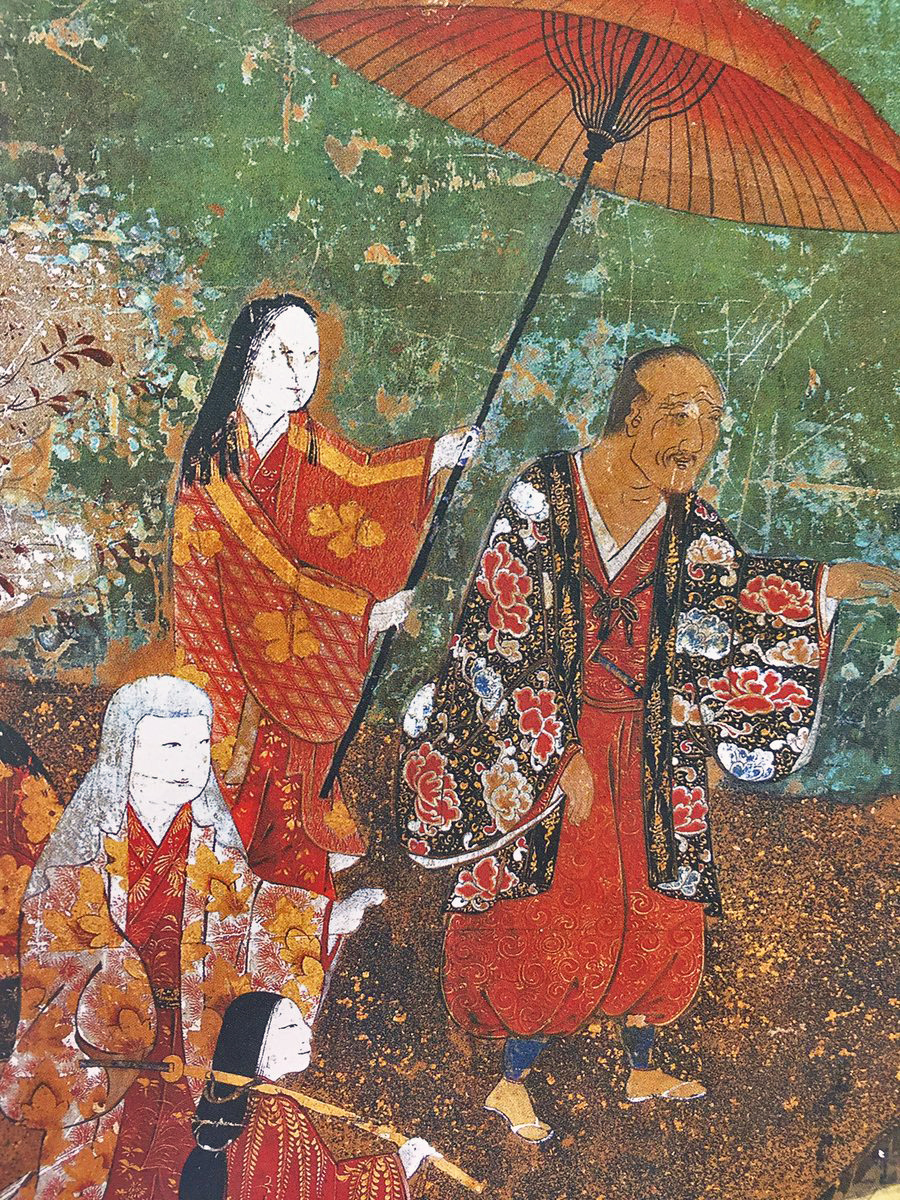
『醍醐花見図』六曲屏風一隻一部「秀吉と北政所」

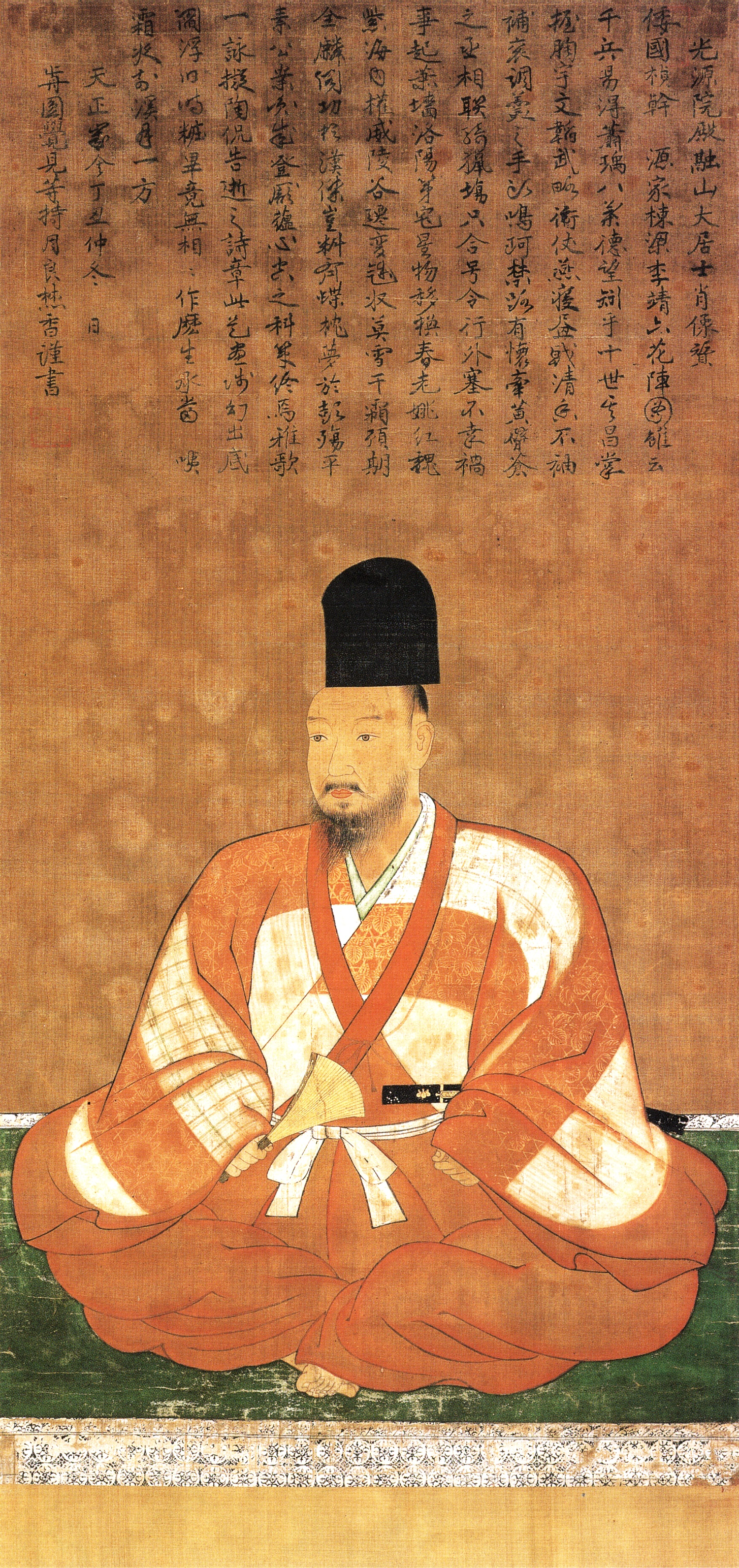
策彦周良賛『足利義輝像』

- 紙本金地著色洛中洛外図 六曲屏風一双（歴博甲本、町田本）
- 紙本金地著色洛中洛外図 六曲屏風一双（歴博乙本）
- 紙本著色結城合戦絵詞
- 紙本著色前九年合戦絵詞
- 紙本著色醍醐花見図 六曲屏風一隻
- 紙本白描隆房卿艶詞絵巻（たかふさきょうつやことばえまき[注釈 6]）

#### 彫刻
- 木造地蔵菩薩立像 建武元年（1334年）康成作在銘
  - 附:像内納入品（地蔵菩薩印仏（4種）一括、地蔵菩薩印仏包紙1紙、願文・結縁交名等6通、毛髪・切爪包3包）

#### 工芸品

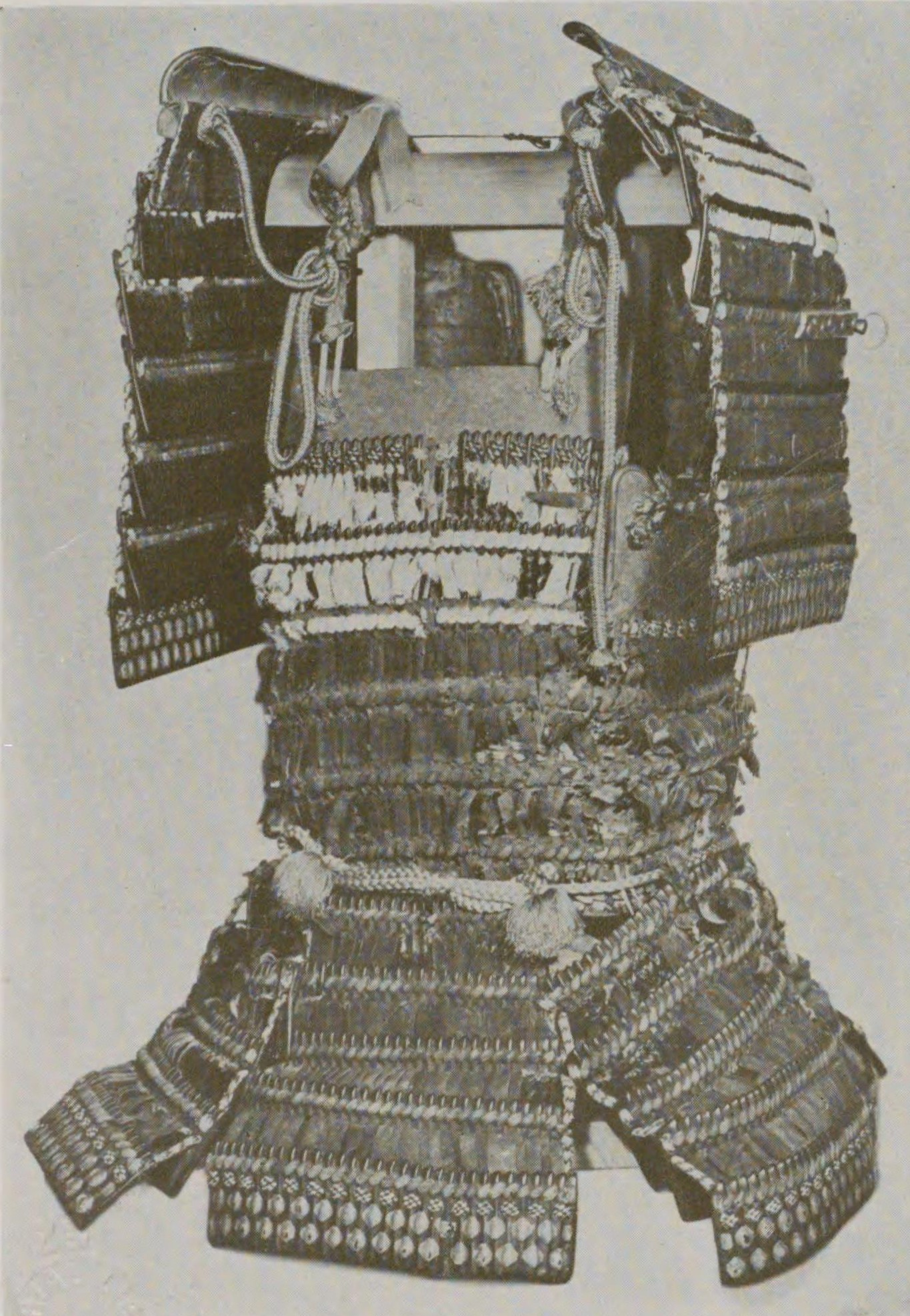
黒韋威肩白腹巻 大袖付（前田青邨旧蔵品）

- 黒韋威肩白腹巻 大袖付（くろかわおどしかたじろはらまき[注釈 7]）
- 色々威腹巻 大袖付
- 色々威腹巻 大袖付
- 太刀 無銘伝国行
- 白繻子地（しろしゅすじ）紅梅文様描絵小袖 酒井抱一画
- 黒綸子地桐唐草入大葉文様小袖
- 黒紅綸子地菊水文様小袖 - 2017年度指定[9][10]。

#### 歴史資料
- 大久保利通関係資料

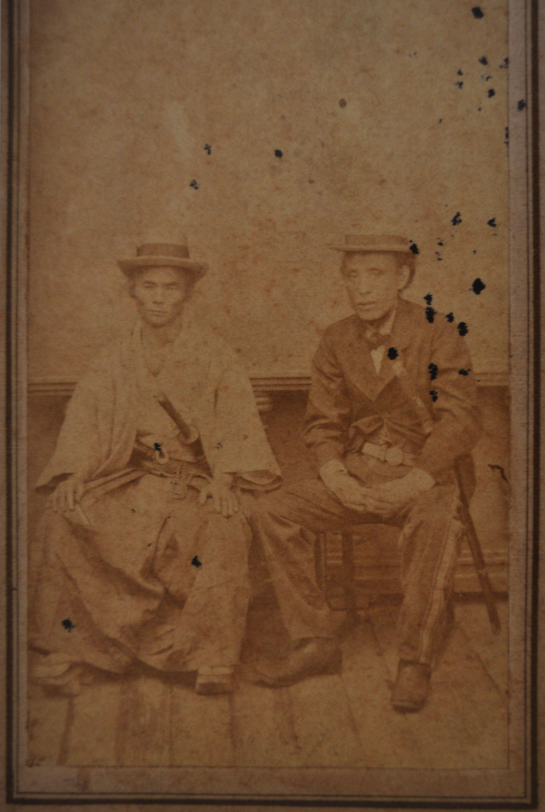
帯刀姿写真（税所篤、大久保利通）

  - 書状類2620点、文書・記録類231点、書跡類128点、遺品類74点

#### 書跡・典籍
日本文学
- 伊勢物語（伝為氏筆本）
- 源氏物語 6帖（若紫、絵合、行幸、柏木、鈴虫、総角残巻）
- 後拾遺和歌抄 2帖（田中教忠旧蔵）
- 続詞花和歌集 2帖（田中教忠旧蔵）
- 大和物語 2帖
- 詞花和歌集 後奈良天皇宸翰（附：尊朝法親王自筆書状）
- 春日若宮神主祐茂百首和歌
- 新古今和歌集 上下 2帖 正安二年藤原為相本奥書
- 千五百番歌合 10帖
- 千載佳句
- 万葉集 巻第十一
- 袖中抄 20巻 内5巻正安二年僧祐尊書写奥書
- 奥義抄 巻上

古筆・宸翰類
- 白氏文集 新楽府上残巻（小野道風本）伝伏見天皇臨模
- 伏見天皇宸翰源氏物語抜書（料紙打曇紙金銀泥下絵）
- 伏見天皇宸翰後撰和歌集 巻第四残巻（筑後切）
- 伏見天皇宸翰御歌集 春部百首、秋部九十九首 2巻（広沢切本）
- 伏見天皇宸翰和漢朗詠集 巻下残巻（料紙打曇紙）
- 後柏原天皇宸翰著到和歌（有栖川宮伝来）4巻

歴史、伝記、法制等
- 寛平御遺誡 寛元三年書写校合奥書（田中教忠旧蔵）
- 江都督納言願文集 巻第三、第六残闕 2帖（田中教忠旧蔵）
- 扶桑略記 巻第四（東洋文庫旧蔵）
- 醍醐雑事記 巻第一残巻（田中教忠旧蔵）
- 本朝世紀（自康保四年五月二十七日至安和元年五月十六日）（田中教忠旧蔵）
- 大織冠伝
- 別聚符宣抄
- 弁官補任
- 律 巻第三（衛禁・職制律）（東洋文庫旧蔵）
- 令義解 巻第一（官位令）（東洋文庫旧蔵）
- 延喜式 巻第五十

仏典
- 紫紙金字華厳経 巻第六十三

漢籍
- 周易 自巻第一至巻第六（巻第二、第六補写）（田中教忠旧蔵）
- 臣軌 下巻（田中教忠旧蔵）
- 李嶠雑詠百廿首 上下（田中教忠旧蔵）
- 白氏後集 巻第五十九（金沢文庫本）（田中教忠旧蔵）
- 白氏文集 巻第八、第十四、第三十五、第四十九（金沢文庫本）（田中教忠旧蔵）
- 文集（田中教忠旧蔵）
- 宋版五燈会元（普門院本）7冊
- 宋版後漢書 30冊
- 宋版春秋経伝集解 16冊
- 宋版致堂先生読史管見（中国語版）（金沢文庫本）淳熙九年刊本 8冊
- 宋版備急千金要方（金沢文庫本）23冊

#### 古文書
書状類
- 後光厳院宸翰消息
- 後醍醐院宸翰消息（東寺旧蔵）
- 大江広元筆消息（元暦元年五月十八日 文覚御房宛）
- 平宗盛筆消息（仁安二年九月十八日 右兵衛督宛）

日記類
- 勘仲記 自筆本 83巻
- 愚昧記 承安二年春 自筆本
- 春記 自長暦二年八月十七日 至同年十月廿九日（田中教忠旧蔵）
- 大理秘記（第一巻）竹林院左府記、吉続記（第二巻）吉田内府記（乾元元年十二月）（田中教忠旧蔵）
- 中右記部類 巻第七[注釈 8]
- 中右記部類 巻第十九
- 都玉記（建久九年、建暦二年 大嘗会事）
- 民経記 自筆本 48巻（附：写本6巻1帖3冊）
- 伯家記録

顕広王記7巻、仲資王記8巻、業資王記5巻、業顕王西宮参詣記1巻、忠富王記4巻
その他古文書・古記録類
- 阿不幾乃山稜記（方便智院本）（田中教忠旧蔵）
- 越前島津家文書（六十通）9巻（附：重富島津家文書6巻）
- 高山寺文書（聖教紙背）三十五通（六曲屏風貼付）
- 栄山寺々領文書（栄山寺旧蔵）
- 官宣旨（栄山寺旧蔵）
- 起請文（栄山寺旧蔵）
- 神代系図（田中教忠旧蔵）
- 大安寺資財帳 天平十九年二月とあり
- 帝系図（田中教忠旧蔵）
- 大神宮法楽寺寺領文書紛失記 康永三年八月日（田中教忠旧蔵）

#### 考古資料
- 対馬シゲノダン遺跡出土品
- 銅印 印文「山邊郡印」
- 肥後マロ塚古墳出土品

鉄眉庇付冑2頭、鉄衝角付冑1頭、鉄短甲1領、鉄頸甲3領
- 梵鐘（千葉県成田市八代出土）
- 鹿児島県広田遺跡出土貝製品 152点（附：土器残欠2個体分）

## 研究成果

### 刊行物
- 論文集:『国立歴史民俗博物館研究報告』[11]
- 雑誌:『REKIHAKU』[12]
  - 2020年、歴史系総合誌『歴博』からリニューアル[13]。

### メディア
研究成果および歴博の紹介が各メディアに取り上げられている。
テレビ
- NHK
  - NHK総合テレビジョン 視点・論点（2016年4月25日放送） - 松木武彦（教授）の解説「人類の歴史は"美"の歴史」が放映
  - NHK総合テレビジョン 視点・論点（2017年1月13日放送） - 小池淳一（教授）の解説「年中行事と神々」が放映
  - NHK総合テレビジョン 視点・論点（2018年1月31日放送） - 小池淳一（教授）の解説「地域における歴史文化研究拠点の構築」が放映
  - NHK総合テレビジョン NHKニュースおはよう日本（2018年9月18日放送） - ヤポネシアゲノム新学術領域研究が紹介（歴博の科研費研究、新学術領域研究総括班、計画研究B01考古班）
  - NHK教育 ザ・バックヤード 知の迷宮の裏側探訪（2023年9月6日放送）「国立歴史民俗博物館」が放映
- NHK以外
  - 千葉テレビ放送 ちば見聞録
  - 広域高速ネット二九六 歴博のミカタ
  - 放送大学 博物館展示論（’１６）第8回　歴史系博物館の展示－国立歴史民俗博物館と地方の博物館（稲村哲也放送大学名誉教授による講義）

ラジオ
- NHKラジオ第1放送 ラジオ深夜便（2018年2月号） - 青山宏夫（教授）の解説「地図と写真で歴史が分かる」が放送
- NHKラジオ第2放送 私の日本語辞典（2017年7月1日 - 29日土曜全5回） - 日高薫（教授）の解説「日本美術をキーワードで読み解く」が放送

新聞
- 『朝日中高生新聞』2016年3月20日7面 - 「青春スクロール 私の母校」にて研究および坂本稔（教授）が紹介
- 『読売新聞』夕刊2016年6月8日10面 - 企画展示「よみがえれ！シーボルトの日本博物館」に関連した研究成果が紹介
- 『読売新聞』夕刊2016年10月8日5面 - 弥生時代年代研究に関連した藤尾慎一郎（副館長）の記事が掲載
- 『読売新聞』2017年4月5日21面（文化面） - 縄文時代研究に関連した工藤雄一郎（准教授）・山田康弘（教授）のコメントが掲載
- 『毎日新聞』2018年8月29日11面（オピニオン面11面） - 縄文時代研究に関連した山田康弘（教授）のコラムが掲載
- 『読売新聞』2018年9月12日13面（文化面13面） - 研究紹介

雑誌
- 生活の友社『美術の窓』2016年9月号 - 「視点」（79-80頁）で企画展示「よみがえれ！シーボルトの日本博物館」に関連して日高薫（教授）のコラムが掲載
- マガジンハウス『クロワッサン』2017年9月特大号 - 「本を読んで、会いたくなって。」（68頁）で歴博編集の書籍「さらにわかった！縄文人の植物利用」に関連して工藤雄一郎（准教授）のインタビューが掲載
- 綜合ユニコム『月刊フューネラルビジネス』2017年6月号 - 「特集 あらためて問う。『葬儀』の意義」（24-29頁）で山田慎也（准教授）のコラムが掲載
- 産経新聞出版『ソナエ』2017年6月号 - 「これまで、そして今後」（32-33頁）で山田慎也（准教授）のコラムが掲載
- NHKサービスセンター『ラジオ深夜便』2018年2月号 - 「放送ベストセレクション歴史に親しむ」（16-24頁）で青山宏夫（教授）の解説「古い地図や写真から、土地の物語を読み解く」が紹介

インターネット
- J-CASTニュース - 第1展示室関連書籍が紹介
- J-CASTニュース BOOKウォッチ - 第1展示室関連書籍「ここが変わる! 日本の考古学 先史・古代史研究の最前線」が紹介
- NHK NEWS WEB - 歴博の共同研究に関連した分析が紹介
- NHK NEWS WEB - 歴博の共同研究「負ミュオンによる歴史資料の非破壊内部元素組成分析」に関連して、山梨県立博物館所蔵「甲州金」の負ミュオンを使った分析が紹介
- CINRA.NET - 鈴木卓治教授のインタビューが掲載
- CINRA.NET - 企画展示「デジタルで楽しむ歴史資料」に関連して鈴木卓治（教授）のインタビューが掲載
- ナショナルジオグラフィック日本版 - 歴博および山田慎也（准教授）を紹介
- ナショナルジオグラフィック日本版 - 「研究室に行ってみた。国立歴史民俗博物館 日本の葬儀と死生観」で歴博および山田慎也（准教授）のインタビューが掲載

## 事件

### 弥生時代開始時期繰り上げ説
2003年（平成15年）5月、博物館の研究チームが、弥生時代の開始時期を定説より約500年早い紀元前1000年頃との研究成果を発表した。しかし、博物館が用いた炭素14による放射性炭素年代測定は年輪による推定法と比べても数十年以上古く推定され、また土器に海産物の塩分が付着した場合には海洋リザーバー効果により100年以上古く推定されることがわかった。その後の同年12月、四国地方における弥生時代の開始時期は紀元前810年 - 前600年頃と発表している。現代でも弥生時代の始まりには諸説があり、紀元前600年から同800年頃頃とするものが多い。また、箸墓古墳周囲の出土物の年代推定の発表についても議論が続いている。

## 施設
館内にはレストラン、ミュージアムショップ、休憩所が併設している。
| 所在地         | 千葉県佐倉市城内町117                                    |
| 定休日/休業日  | 月曜日（祝日の場合は翌日） 年末年始（12月27日 - 1月4日） |
| 駐車場         | あり                                                     |
| 施設オプション | トイレ設備あり                                           |

レストランさくら
- 3月 - 9月10：00 - 16：00（閉店16：30）、10月 - 2月10：00 - 15：30（閉店16：00）、食事提供は11：00から
- 古代米を使用した創作料理が楽しめる。

ミュージアムショップ
- 展示図録や歴博の刊行物、歴史に関した書籍の他に、歴博オリジナルグッズや、全国にある130以上の博物館で発行された約880冊の博物館図録なども取り扱っている[16]。

休憩所（芝生広場）
- 館に隣接した芝生広場近くに250席の「休憩所」、食事可

バリアフリー
館内はバリアフリー化されており、設備的には段差や傾斜などがほぼ解消され、車椅子での利用が十分に配慮されている。
障害者等用駐車スペース（2台）、男女共用車いす用トイレ：1・2階（3箇所）、男女共用多目的トイレ：1階（2箇所）。ベビーベッド、大人用ベッド、オストメイト対応設備有。おむつ交換室（男性使用可）、授乳室（男性使用可）。エレベーター（奥行き135センチメートル以上、幅136センチメートル以上）、障害者対応エレベーター（3箇所）。車いすでの飲食可能、常備車いす（15台）、常備ベビーカー（4台）、AED設置、休憩用いす、拡大鏡等。

## くらしの植物苑

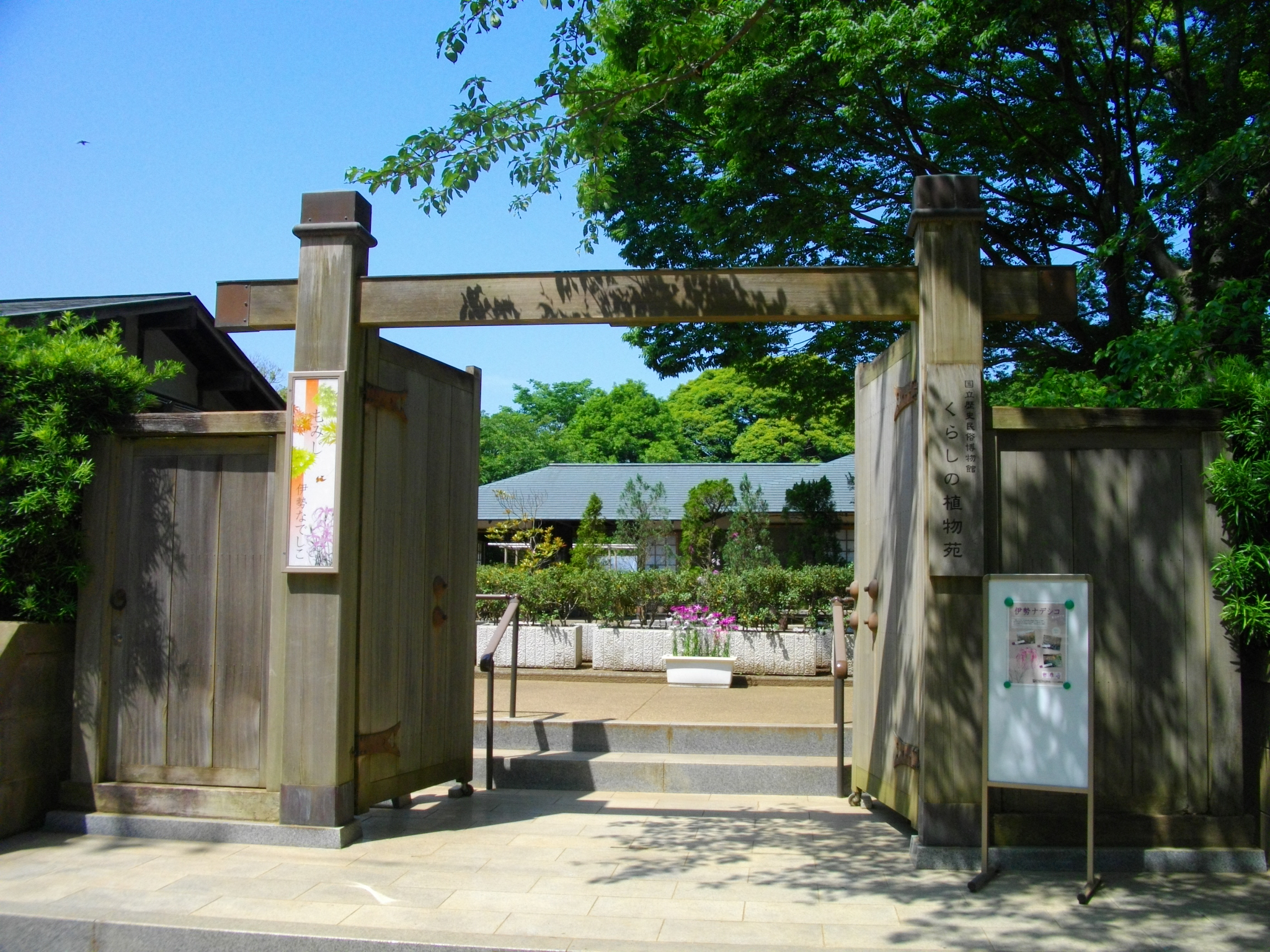
くらしの植物苑 入口

くらしの植物苑（くらしのしょくぶつえん）は、博物館の南東に位置する旧佐倉城の一角に開設された植物園である。
江戸時代に栄えた武家屋敷の庭先から山野にいたる景観を主としており、生活文化を支えてきた植物を系統的に植栽し、その理解をより深めることを目的としている。以下の6つの地区に分けて植栽されている。
- 食物として利用するビワ、ウド、クルミなどの植物（食べる）
- 糸を紡いだり、紙を漉いたりするために利用するシナノキやフジ、ワタなどの植物（織る・漉く）
- 糸や布を染めるために利用するクチナシ、クワ、ベニバナなどの植物（染める）
- 薬として利用するナンテン、イチョウ、ドクダミなどの植物（治す）
- 道具を作るために利用するシラカシ、ケヤキ、ヘチマなどの植物（道具を作る）
- 塗装や接着・燃料などに利用するマツ、ウルシ、エゴマなどの植物（塗る・燃やす）

また、年に4回、サクラソウ、アサガオ、キク、サザンカの特別企画も実施している。
| 開園時間 | 9：30 - 16：30（入苑は16：00まで） |
| 休園日   | - 毎週月曜日（祝日の場合は翌日が休苑） - 年末年始（12月27日 - 1月4日） ※悪天候の際は安全のため臨時休苑有                                                                                |
| 入園料   | - 個人（大学生以上）：100円 - 団体（20名以上）：50円 ※小・中学生、高校生は入苑無料 ※障がい者手帳等保持者は介助者と共に入園無料 ※2019年4月29日(月)、9月14日(土)、11月3日(日)は無料入園日 |

## 交通

### 公共交通機関
- 鉄道
  - 京成電鉄京成佐倉駅 徒歩約15分
  - JR東日本佐倉駅 徒歩約30分

- 路線バス
  - ちばグリーンバス

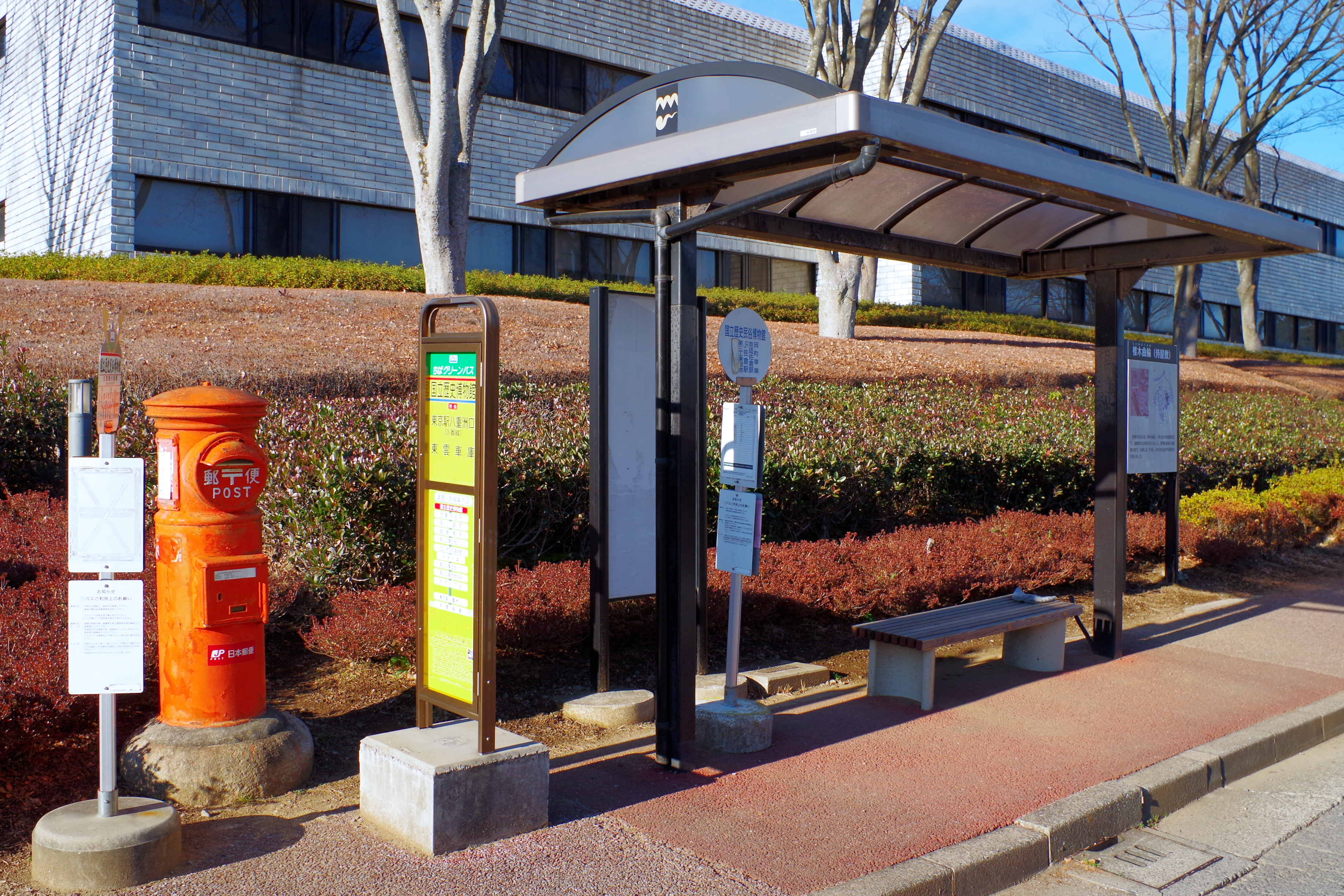
国立歴史民俗博物館バス停留所と丸型ポスト

    - JR東日本「佐倉駅」、京成電鉄「京成佐倉駅」より「国立博物館入口」または「国立歴史民俗博物館」下車
      - 神門線（第三工業団地系統）：田町車庫 - 国立博物館入口 - 国立歴史民俗博物館 - 京成佐倉駅（京成本線） - 神門 - 工団中央 - 第三工業団地
      - 神門線（馬渡坂上・西御門系統）：田町車庫 - 国立博物館入口 - 国立歴史民俗博物館 - 京成佐倉駅 - 神門 - 馬渡坂上 - 並木 - 坂戸 - 西御門
      - 臼井線（四街道方面）：京成佐倉駅 - 国立博物館入口 - 田町車庫 - 聖隷佐倉市民病院 - 臼井駅（京成本線） - 千代田団地入口 - 四街道駅（JR総武本線）
      - 臼井線（四街道方面）：JR佐倉駅 - 国立博物館入口 - 田町車庫 - 聖隷佐倉市民病院 - 臼井駅 - 千代田団地入口 - 四街道駅
      - 臼井線（志津方面）：京成佐倉駅 - 国立博物館入口 - 田町車庫 - 聖隷佐倉市民病院 - 臼井駅 - 東邦大佐倉病院 - 志津駅南口（京成本線）
      - 本佐倉線：田町車庫 - 国立博物館入口 - 京成佐倉駅 - 酒々井町役場 - 京成酒々井駅（京成本線）
      - 白銀ニュータウン線：田町車庫 - 国立博物館入口 - 京成佐倉駅 - 佐倉高校 - 高岡 - 白銀ニュータウン
- 高速バス
  - ちばグリーンバス（マイタウン・ダイレクトバス）
    - JR東日本東京駅八重洲口（京成高速バス3番のりば）より「国立歴史民俗博物館」行の高速バス約1時間30分「国立歴史民俗博物館」下車
      - 佐倉ICルート：東雲車庫 - 東京駅八重洲口 ⇔ 大作1丁目 - 第三工業団地中央 - 第三工業団地入口 - 高速岩富 - 川村記念美術館（開館日のみ経由） - 第二工業団地入口 - 城郵便局 - 宮小路町 - 佐倉市役所 - 国立歴史民俗博物館

### 自動車
- 高速道路
  - 首都高速湾岸線・東関東自動車道「四街道IC」
- 一般道路
  - 国道296号線沿い
- 駐車場
  - 無料駐車場有